# Gruppo dei Trenta
Il Gruppo dei Trenta (Group of Thirty in inglese), spesso abbreviato in G30, è un'organizzazione internazionale di finanzieri e accademici che si occupa di approfondire questioni economiche e finanziarie esaminando le conseguenze delle decisioni prese nei settori pubblico e privato.
I principali temi di interesse e discussione del gruppo sono:
- Cambi e valute
- Mercati capitali internazionali
- Enti finanziari internazionali
- Banche centrali e la supervisione dei servizi finanziarie e dei mercati
- Questioni macroeconomiche quali i mercati dei prodotti e del lavoro

L'organizzazione fu fondata nel 1978 da Geoffrey Bell su iniziativa della Fondazione Rockefeller, guidata dall'imprenditore statunitense John Davison Rockefeller. Ha sede a Washington.

## Membri
Nel 2020 i membri del Gruppo dei Trenta erano:
- Jacob A. Frenkel (Presidente del Consiglio di fondazione)
- Tharman Shanmugaratnam (Presidente)
- Guillermo Ortiz Martínez (Tesoriere)
- Jean-Claude Trichet (Presidente onorario)
- Mark Carney
- Agustín Carstens
- Jaime Caruana
- William C. Dudley
- Roger W. Ferguson, Jr.
- Arminio Fraga
- Timothy Geithner
- Gerd Häusler
- Philipp Hildebrand
- Gail Kelly
- Paul Krugman
- Christian Noyer
- Raghuram G. Rajan
- Maria Ramos
- Hélène Rey
- Kenneth Rogoff
- Tharman Shanmugaratnam
- Masaaki Shirakawa
- Lawrence Summers
- Tidjane Thiam
- Adair Turner
- Kevin Warsh
- Axel A. Weber
- John C. Willams
- Yi Gang
- Ernesto Zedillo

### Membri senior[2]
- Leszek Balcerowicz
- Domingo Cavallo
- Mario Draghi
- Mervyn King
- Haruhiko Kuroda
- Guillermo Ortiz Martínez
- Zhou Xiaochuan
- Janet Yellen

## Assemblee
Il Gruppo dei Trenta si riunisce in seduta plenaria due volte all'anno.
| Sessione | Data                                | Ospitata da                         |
| -------- | ----------------------------------- | ----------------------------------- |
| 63       | dal 27 al 29 maggio 2010            | Abdellatif Jouahri                  |
| 64       | dal 2 al 4 dicembre 2010            | William Dudley                      |
| 65       | dal 26 al 28 maggio 2011            | Philipp Hildebrand                  |
| 66       | dal 2 al 4 dicembre 2011            | William Dudley                      |
| 67       | dal 31 maggio al 2 giugno 2012      | Mervyn King                         |
| 68       | dal 29 novembre al 1º dicembre 2012 | William Dudley                      |
| 69       | dal 30 maggio al 1º giugno 2013     | Zhou Xiaochuan                      |
| 70       | dal 5 al 7 dicembre 2013            | William Dudley                      |
| 71       | dal 29 al 31 maggio 2014            | Christian Noyer                     |
| 72       | dal 4 al 6 dicembre 2014            | William Dudley                      |
| 73       | dall'11 al 13 giugno 2015           | Alexandre Tombini                   |
| 74       | dal 3 al 5 dicembre 2015            | William Dudley                      |
| 75       | dal 2 al 4 giugno 2016              | Tharman Shanmugaratnam e Ravi Menon |
| 76       | dal 1° al 3 dicembre 2016           | William Dudley                      |
| 77       | dall'8 al 10 giugno 2017            | Mark Carney                         |
| 78       | dal 30 novembre al 2 dicembre 2017  | William Dudley                      |
| 79       | dal 10 al 12 maggio 2018            | Federico Sturznegger                |
| 80       | dal 29 novembre al 1º dicembre 2018 | John Williams                       |
| 81       | dal 23 al 25 maggio 2019            | Pablo Hernàndez de Cos              |
| 82       | dal 5 al 7 dicembre 2019            | Banco de España                     |

## Controversie
Nel luglio del 2012, il Corporate Europe Observatory ha sollecitato un'inchiesta su un presunto conflitto d'interessi dell'allora presidente della BCE Mario Draghi, con la sua appartenenza al G30. L'inchiesta fu archiviata nel 2013, perché il G30 non è classificabile come gruppo di pressione. La mediatrice europea Emily O'Reilly ha criticato la BCE per aver rifiutato la sua richiesta di dimissioni dell'allora presidente Draghi, ma per tutta risposta la BCE ribadì l'importanza del G30 e aggiunse sardonicamente di non essere in linea con quello spirito dei tempi che anima le teorie del complotto.